# 迪伦·伍德黑德
迪伦·伍德黑德（英語：Dylan Woodhead，1998年9月25日—），美国男子水球运动员。他曾代表美国参加2020年和2024年夏季奥林匹克运动会水球比赛，其中2024年奥运会获得一枚铜牌。